# Dąbki (obwód iwanofrankiwski)
Dąbki (ukr. Дубка) – wieś na Ukrainie, w  obwodzie iwanofrankiwskim, w rejonie horodeńskim. 
W II Rzeczypospolitej wieś  w powiecie horodeńskim województwa stanisławowskiego. W lutym 1940 NKWD zesłało na Syberię 15 polskich rodzin. W 1941 Niemcy zabrali do getta w Horodence miejscowych Żydów, gdzie zostali wymordowani. 9 marca 1945 nacjonaliści ukraińscy z OUN-UPA zamordowali tutaj 10 Polaków, w tym kierowniczkę szkoły (i.n) Krupę.
W czasie okupacji niemieckiej ukraiński mieszkaniec wsi Franko Sołowej ukrywał Żydów, za co w 2008 roku Instytut Jad Waszem uhonorował go tytułem Sprawiedliwego wśród Narodów Świata.